# Géopolitique du pétrole

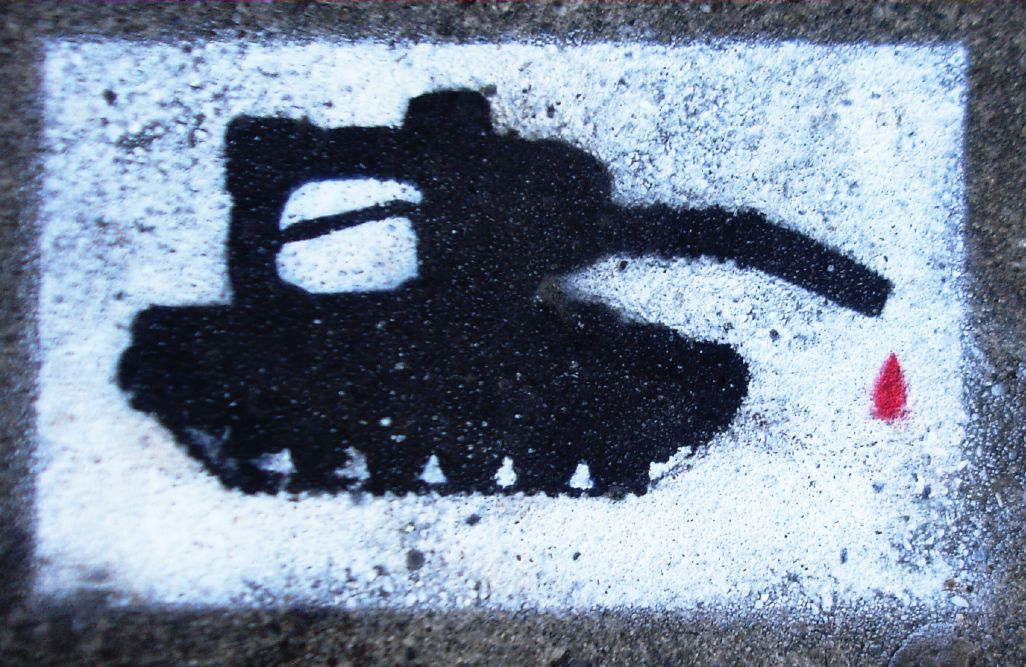

La géopolitique du pétrole s'attache à la description et à l'analyse des rivalités entre États au sujet du contrôle de zones pétrolifères, à la protection de l'acheminement du pétrole, et à la fixation des prix. L'importance du pétrole est liée à son caractère essentiel dans le mode de vie des pays développés et des pays émergents.
Les tensions autour du pétrole sont liées à plusieurs facteurs. Les gisements de pétrole sont limités, et la quantité de pétrole encore disponible à un prix qui assure la rentabilité de l'extraction est inconnue. Aussi, l'emplacement géographique des gisements ne coïncide généralement pas avec celui des pays consommateurs, ce qui rend l'exploitation et l'acheminement compliqué. Les pays consommateurs, généralement de grandes puissances militaires, sont alors tentés d'employer des moyens de pression puissants (militaires ou économiques) pour avoir accès à ces ressources. Le pétrole, matière hautement stratégique, est fréquemment associé aux affrontements internationaux depuis le début du XXe siècle. Il est ainsi possible de faire une histoire de la géopolitique du pétrole.

## Histoire
Le pétrole est l'objet de confrontations et de tensions géopolitiques depuis la mise au point de sa distillation au XIXe siècle. Le premier grand évènement géopolitique lié au pétrole est en 1892 avec le premier voyage du navire pétrolier le "SS Murex" de Shell qui part de la Géorgie en ayant récupéré du pétrole de l'Azerbaïdjan, passe par les Dardanelles, le canal de Suez, le détroit de Bab-el-Mandeb puis le détroit de Malacca, dessinant ainsi les couloirs stratégiques du pétrole mondial.

## Enjeux économiques

### Dépendance au pétrole
Le pétrole est une matière première stratégique, nécessaire au bon fonctionnement de l'économie mondiale, étant l'une de ses principales sources d'énergie. Les pays en développement sont tout autant, si ce n'est plus, dépendants. En 2005, une étude américaine estime une élasticité de -0,07 à -0,29 entre le PIB des États-Unis et la variation du prix du pétrole. En 2009, le seul commerce du pétrole (activités en aval exclues) représente des échanges de l'ordre de 6 milliards de dollars par jour. L'Europe et les États-Unis en importent chaque jour 1,5 million de tonnes (ou 10 millions de barils) chacun.
Cette dépendance mondiale a considérablement enrichi les entreprises liées à l'industrie du pétrole : en 2022, la troisième plus grande entreprise du monde est la compagnie pétrolière Saudi Aramco ; trois des vingt plus grandes entreprises du monde sont des majors du pétrole.
La dépendance au pétrole est double, car elle implique les majors pétroliers chargés de l'extraction, du raffinage et de la vente. Beaucoup de pays exportateurs sont tributaires du pétrole en ce qu'il s'agit de leur première source de revenus, voire, parfois, de la seule du fait d'un manque de diversification économique.
Le pétrole est un facteur d'interdépendance dans le monde, peu de pays disposant de gisements sur leur territoire. Par conséquent, « le pétrole est un facteur de production largement mobile à l’échelle de la planète : près de 60 % du pétrole est consommé dans un pays autre que celui où il a été produit. Cela signifie qu’il repose sur un principe d’interdépendance beaucoup plus fort que pour la plupart des autres sources d’énergie ». Étant donné la dépendance de certains États, le pétrole devient une partie essentielle de l’économie d’un pays et les pays exportateurs, des agents macroéconomiques dont les gouvernements doivent tenir compte.
En conséquence de l'invasion de l'Ukraine par la Russie et des sanctions mises en place, notamment la suspension de toute importation de pétrole russe, les pays occidentaux ont dû se tourner vers d’autres pays producteurs et la Russie vers d'autres acheteurs.

### Pétrole et monnaies
Du fait de son abondance, le dollar sert de principale monnaie d'échange du pétrole. Les contrats pétroliers sont ainsi libellés en dollars quand bien même le pays producteur de pétrole vend sa denrée à un pays qui n'utilise par le dollar américain comme devise officielle. Cela oblige ces pays à puiser dans leurs réserves de dollars pour payer leurs factures. Ces dollars issus du pétrole, appelés pétrodollars, sont ensuite réinvestis aux États-Unis, ce qui permet de financer le déficit américain.
Cette exclusivité accroît le poids déjà considérable de cette monnaie dans les échanges internationaux. Les États-Unis useront de cette position de force pour menacer le Royaume-Uni, pendant la crise du canal de Suez, de faire chuter la livre sterling. Mais elle génère, dans les périodes de hausse de cours, des quantités excessives de pétrodollars qui aboutissent, au moins en partie, sur les bourses occidentales, provoquant des bulles financières aux effets dévastateurs. De plus, quand le dollar fléchit, les revenus des États producteurs fléchissent d'autant, ce qui a provoqué leur colère en 1971, et une exigence de majoration équivalente à la baisse des revenus ; un mouvement identique s'est produit dans la décennie 2000. Cette exclusivité, qui contribue à assujettir les pays producteurs, est périodiquement remise en cause, avec des succès nuls pour l'instant.
Saddam Hussein avait ainsi annoncé qu'il souhaitait être payé en euros en 2000. L'Iran a, quant à lui, prétendu ouvrir une bourse du pétrole en euros mais les transactions s'effectuent en monnaie iranienne. Le projet de monnaie unique pour les États du Golfe reste un projet. En 2023, à l'occasion d'un sommet des BRICS, Vladimir Poutine a déclaré « La dédollarisation est irréversible ».

## Contrôle

### Contrôle des gisements
En 1900, la capacité de projection des États était réduite à la portée de leurs armes. Pour s'assurer de l'approvisionnement en pétrole, ils n'avaient d'autre possibilité que d'occuper le terrain : c'est la diplomatie de la canonnière. Plus tard, il fut moins coûteux d'entretenir, ou d'installer, des régimes favorables à ces États dans les pays producteurs. L'opération Ajax, en Iran (1953), en est un exemple typique et bien documenté.
À partir de 1979 environ, les effets de la mondialisation, la volonté croissante d'autonomie des pays producteurs, le recours aux règles du commerce international, la crainte des conséquences d'interventions trop musclées, et l'obsession de la sécurité d'approvisionnement génèrent l'émergence de méthodes plus fines dont la « diplomatie du pipeline » (« pipeline diplomacy »). En 2009, les États et leurs représentants ont recours à un mélange de ces diverses méthodes. Enfin, le prix reste une composante fondamentale.
Cet ensemble de méthodes a permis aux pays consommateurs de ne jamais souffrir de pénurie de pétrole, en dehors de périodes très limitées telles que les périodes de guerre ou de choc pétrolier.
Certains pays décident de nationaliser leur gisement de pétrole afin de mieux contrôler leur ressource. C'est le cas de la Bolivie, le gouvernement décidant en 2006 de nationaliser son or noir. Aux États-Unis, le propriétaire d'une terre terres a tous les droits sur ce qu'il trouve dans son sous-sol ; ainsi, « il y a aujourd'hui encore aux États-Unis de nombreux petits producteurs de pétrole (près de 10 000 avec 500 000 puits, contre 3 000 puits seulement au Moyen-Orient). Ceux-ci vendent le pétrole aux grandes compagnies, qui le transportent, le raffinent et le commercialisent ».

### Contrôle des détroits

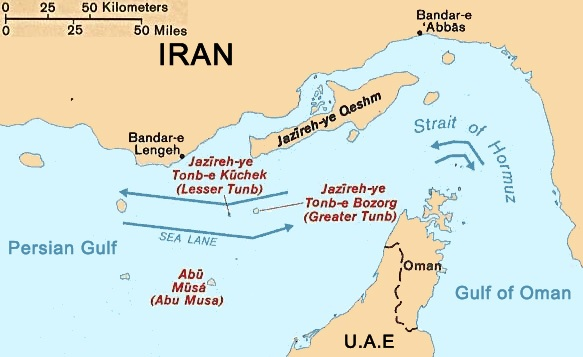
Le détroit d'Ormuz, point de tension géostratégique entre l'Iran, Oman (péninsule de Musandam) et les Émirats arabes unis.

Le commerce du pétrole suscite des convoitises considérables. Il exige des gouvernements, responsables du fonctionnement de leurs États une surveillance permanente et les conduit à des comportements parfois extrêmes pour s'assurer de son approvisionnement régulier.
La géostratégie des détroits par lesquels passent les pétroliers constitue le second enjeu : celui du transport pétrolier. Près de 20 % du commerce mondial dont 40 % des exportations du pétrole emprunte le détroit d'Ormuz. Aujourd'hui, il est inconcevable que ce dernier soit fermé ou même menacé. Les pays limitrophes — Iran, Oman, Émirats arabes unis et Arabie saoudite — sont au cœur de l'une des régions les plus convoitées de la planète. La Cinquième flotte américaine y mouille d'ailleurs en permanence.
Les approvisionnements européens dépendent quant à eux, très largement du canal de Suez. Fermé de 1967 à 1973, à la suite de sa nationalisation par le président égyptien Nasser, les pétroliers n'ont d'autres choix que de rallonger leur route pour contourner le Cap de Bonne-Espérance, ce qui pousse les armateurs à construire des pétroliers de taille considérable (VLCC et ULCC). Cette interruption, à l'origine de la crise du canal de Suez, n'a néanmoins pas suffi à bloquer l'approvisionnement européen. Par la suite, le canal est doublé par un oléoduc (Sumed pipeline) d'une capacité de 2,5 Mbbl/j. Une occupation physique des lieux reste cependant une menace.
Enfin, ceux du Japon et de la Chine passent par le détroit de Malacca, toujours affecté par des actes de piraterie. La Chine cherchait en 2006 à passer contrat avec la Thaïlande pour faire passer son pétrole par voie de terre et doubler ainsi l'alimentation par le détroit ; la réactivation du pipeline qui double le canal de Panama est en cours (2009).
Les menaces qui s'exercent sur les détroits peuvent être de nature militaire, mais aussi terroriste ou même la piraterie, qui connaît des regains périodiques.

### Nationalisation
La nationalisation peut être utilisée afin de permettre à un État de contrôler ses gisements plus directement. Par exemple, en 1938, le Mexique a décidé de nationaliser les compagnies pétrolières étrangères sur son territoire. Cette loi figure elle-même dans la constitution mexicaine. La nationalisation récente du pétrole au Venezuela, en Équateur et en Bolivie, a pour objectif d’assurer, d’une part, une plus grande présence de l’État en tant qu’acteur prédominant dans la formulation et la réalisation des politiques pétrolières et, d’autre part, de garder la main sur les profits afin de garantir les revenus nécessaires au déploiement de programmes sociaux.

## Industrie

### Tentation du cartel
Comme toutes les matières premières, le commerce du pétrole est en butte aux aléas du cycle pénurie-surproduction. À la suite d'une baisse de l'offre par rapport à la demande, le cours du pétrole monte, poussant les compagnies pétrolières à investir pour découvrir de nouveaux gisements. À cause d'un effet accélérateur qui fait que l'offre dépasse la demande, le cours du pétrole s'effondre. Cela était particulièrement vrai dans la première moitié du XXe siècle, quand les grands gisements du Moyen-Orient, qui excédaient largement la demande, ont été découverts. Ces perturbations, qui pouvaient mener à la faillite des compagnies, étaient bien connues, et particulièrement craintes de deux personnages qui ont beaucoup influencé le commerce du pétrole, John D. Rockefeller et Henri Deterding, président de Shell. Ils ont été les acteurs principaux de la cartellisation du domaine pétrolier au début du XXe siècle.

### Intégration et constellation
L'industrie du pétrole implique beaucoup de valeur ajoutée : frais d'exploration/production, transport et raffinage. Ceux-ci bénéficient souvent de l'économie d'échelle ; une grosse raffinerie coûte moins cher que deux petites si bien que très tôt, les compagnies pétrolières se sont lancées dans une course à la taille.
Mais ce marché est également cyclique, avec des revenus très variables. L'industrie s'est donc adaptée à ces contraintes en jouant l'intégration verticale, afin de bénéficier de la valeur ajoutée jusqu'au client final, et sur l'intégration horizontale, pour bénéficier de l'effet de masse — et absorber les concurrents — tout en s'entourant d'une constellation de sociétés de service, avec des contrats ponctuels, que l'on arrête de souscrire pendant les années maigres.
Au fil des décennies, ces sociétés de service ont développé et conservé une haute technologie dans une multitude de domaines qu'elles sont seules à maîtriser : gravimétrie, sismique, diagraphie, outils et fluides de forage, PVT (comportement de phase), etc. Sans ces technologies, il est rapidement devenu impossible de produire du pétrole dans des conditions compétitives. Quand les pays producteurs voudront se libérer du joug politique et commercial des compagnies pétrolières, ils se retrouveront face à la dépendance technologique. La société Schlumberger, née en France, est la plus importante de ces sociétés de service. Halliburton a fait l'objet d'une agitation médiatique.